# دن در زندگی واقعی
دن در زندگی واقعی (انگلیسی: Dan in Real Life) فیلمی در ژانر کمدی-درام است که در سال ۲۰۰۷ منتشر شد.

## خلاصه فیلم
دن چند سالی هست که همسر خود را از دست داده‌است. وی از همسر خود نیز دارای ۳ دختر است که به آن‌ها عشق می‌ورزد. در جشن شکرانه سالیانه دن به همراه ۳ دخترش به شمال سفر می‌کنند تا در کنار بقیه خانواده دن این سنت را بجا بیاورند. در این بین وی با یک خانم باهوش به نام ماری آشنا می‌شود و بین آن‌ها رابطهٔ صمیمانه‌ای شکل می‌گیرد اما دن متوجه می‌شود که ماری در واقع نامزد برادرش است و…